# آلبرت خوشابا
آلبرت خوشابا (انگلیسی: Albert Khoshaba؛ زادهٔ ۱ ژوئیهٔ ۱۹۴۴) بازیکن فوتبال اهل عراق بود.
وی همچنین در تیم ملی فوتبال عراق بازی کرده‌است.